# Kai Hansen
Kai Michael Hansen (Hamburgo, Alemania, 17 de enero de 1963) es un vocalista y guitarrista de heavy metal. Es fundador de las bandas Helloween y Gamma Ray. En 2011 se unió a la banda Unisonic con el exvocalista de Helloween Michael Kiske y desde 2016 ambos se han reunido con su antigua banda, Helloween.

## Biografía
En 1984 fundó Helloween, donde sería guitarrista y cantante, junto a Michael Weikath, a quien había conocido mientras realizaba su servicio militar. Con esta banda graba el LP Walls of Jericho, el mini LP Helloween, y el EP Judas, pero dejó las voces ya que encontraba dificultad en seguir las melodías vocales y al tiempo ser primera guitarra de la banda. Esto permitió la entrada de Michael Kiske como cantante y así Hansen pasó a dedicarse únicamente a la guitarra. A fines de 1988 se retiró de Helloween después de la gira europea del disco Keeper Of The Seven Keys Part 2 y reclutó al cantante Ralf Scheepers para formar un nuevo grupo: Gamma Ray. En 1994 Scheepers dejó la banda y Kai Hansen volvió a dedicarse tanto a las voces como a las guitarras. Hansen también tocó la guitarra en Iron Savior a mediados de los años 1990, aunque lo dejó para dedicarse exclusivamente a Gamma Ray. En el año 1995 grabó el disco Land of the Free entregándole una nueva potencia y sonido a Gamma Ray, que se mantiene hasta nuestros días.
En varias ocasiones Hansen ha colaborado con bandas y solistas tales como Angra, Avantasia, Blind Guardian, Hammerfall, Heavenly, Heaven's Gate, Heavenswood, Michael Kiske, Primal Fear, Stormwarrior, en las voces y guitarras.
En marzo de 2011 se unió al grupo Unisonic, encabezado por su excompañero de Helloween Michael Kiske, como guitarrista. Su primer EP, titulado Ignition, salió a la venta a fines de enero de 2012, seguido por un LP en marzo. En el festival "Loud Park", llevado a cabo en Japón en 2011, Unisonic tocó por primera vez en vivo con Kai Hansen en la formación, debutaron dos nuevas canciones, las cuales se titulan "Unisonic" y "My Sanctuary". El 8 de diciembre de 2011 subieron a YouTube su primer sencillo oficial, titulado: "Unisonic".
En noviembre de 2016 se anunció la reunión de Kai Hansen y Michael Kiske con el resto de la formación de Helloween, que pasó a ser un septeto con dos cantantes, tres guitarristas, bajista y baterista, para comenzar una nueva gira en octubre de 2017.
En agosto de 2019, Helloween anuncia un álbum en directo con esta formación unida bajo el nombre de United Alive y grabado durante la gira Pumpkins United World Tour. Dicho álbum fue publicado en octubre de 2019. En junio de 2021 Helloween publica el álbum homónimo "Helloween". El disco tuvo gran acogida entre crítica y público, alcanzando el número de uno en ventas en varios países, como Alemania o España.

## Discografía

### ConHelloween
- Helloween (1985)
- Walls of Jericho (1985)
- Keeper Of The Seven Keys Part 1 (1987)

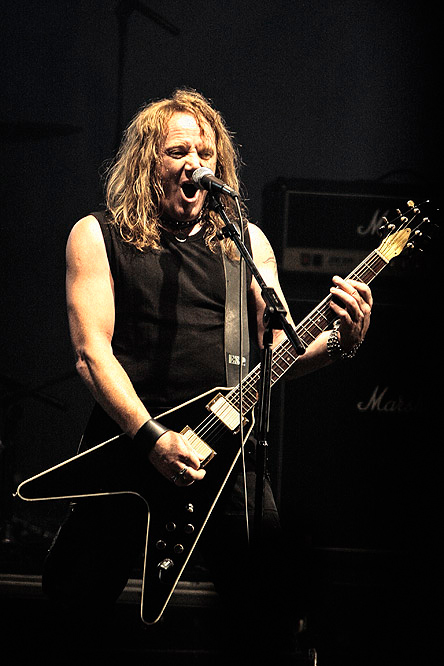
Kai Hansen con Gamma Ray en el primer Festival AlternaVigo (2008).

- Keeper Of The Seven Keys Part 2 (1988)

- Live in the U.K  (1989)

- Pumpkins United (2017)
- United Alive in Madrid (2019)
- Helloween (2021)

### ConGamma Ray
- Heading for Tomorrow (1990)
- Sigh No More (1991)
- Insanity And Genius (1993)
- Land of the Free (1995)
- Alive '95 (1996) - Live álbum
- Somewhere Out In Space (1997)
- The Karaoke Album (1997) - Karaoke álbum de compilado
- Power Plant (1999)
- Blast from the Past (2000) - "Best of"
- No World Order (2001)
- Skeletons in the Closet (2003) - álbum en vivo
- Majestic (2005)
- Land Of The Free II (2007/2008)
- To The Metal (2010)
- Empire of the Undead (2014)

### ConHeavenly
- Time Machine. Colaboración en la canción perteneciente al disco Coming From the Sky (2000)

### ConIron Savior
- Iron Savior (1997)
- Unification (1998)
- Interlude (EP, 1999)
- Dark Assault (2001)

### ConUnisonic
- Ignition EP (2012)
- Unisonic (LP,2012)
- For the Kingdom(EP,23 mayo (2014)
- Light Of Down(LP,1 de agosto de 2014)

### Hansen
- XXX 30 Years Of Metal (2016)

### Como artista invitado
- Con Heavenwood en Swallow (1998) - Canción "Luna", voz
- Con Blind Guardian  en: Follow the Blind (1989) - Canción "Valhalla" , voz.  Tales from the Twilight World (1990) - Canción "The last candle", solo de guitarra y en "Lost in the twilight hall", voz. Somewhere Far Beyond (1992) - Canción "The quest for Tanelorn", solo de guitarra
- Con Avantasia  en: The Metal Opera (2001) - Canciones "Inside"  y "Sign of the Cross", voz. The Metal Opera Part II (2002) - Canciones " The Seven Angels" y "Chalice Of Agony", voz. The Scarecrow (2008) - Canción "Shelter From The Rain",  guitarra.
- Con Angra en: Angels Cry (1993) - Canción "Never Understand", solo de guitarra y Temple of Shadows (2004) - Canción "Temple of Hate" , voz.